# Rodney Leach, Baron Leach of Fairford
(Charles Guy) Rodney Leach, Baron Leach of Fairford (* 1. Juni 1934 in Dublin, Irland; † 12. Juni 2016) war ein britischer Politiker der Conservative Party, Life Peer im britischen House of Lords und ehemaliger stellvertretender Vorsitzender von Jardine Lloyd Thompson. Er arbeitete als Vorsitzender des Think Tanks Open Europe, der sich eine kritische Begleitung der Politik der EU zum Ziel gemacht hat, und war Verwaltungsratsmitglied der Rothschild Continuation AG und verschiedener börsennotierte Jardine Matheson Konzerngesellschaften. Er war auch ein bekannter Klimaskeptiker.

## Leben und Karriere
Leachs Eltern waren Charles Harold Leach und Nora Eunice Ashworth. Er besuchte die Harrow School in Middlesex, bevor er auf das Balliol College ging.
Baron Leach war der Vorsitzende der Kampagne NOtoAV die zu einer Ablehnung des Instant-Runoff-Voting-Wahlverfahrens beim Wahlrechtsreferendum im Vereinigten Königreich 2011 aufrief.
Leach hat zweimal geheiratet. Seine erste Ehe mit Felicity Ballantyne von 1963 bis 1989. Seit 1993 war er mit Jessica Violet Gwynne verheiratet. Sie wurde zu Lady Leach von Fairford, als ihr Mann 2006 in den Adelsstand erhoben wurde.

## Titel
- Mr Rodney Leach (1934–2006)
- The Rt. Hon. The Lord Leach of Fairford (2006–2016)